# BMW Serie 1 Sedan
La BMW Serie 1 Sedan (nome in codice BMW F52)  è una berlina a 3 volumi prodotta dalla casa automobilistica tedesca BMW a partire dal 2017 esclusivamente per il mercato cinese e messicano

## Descrizione

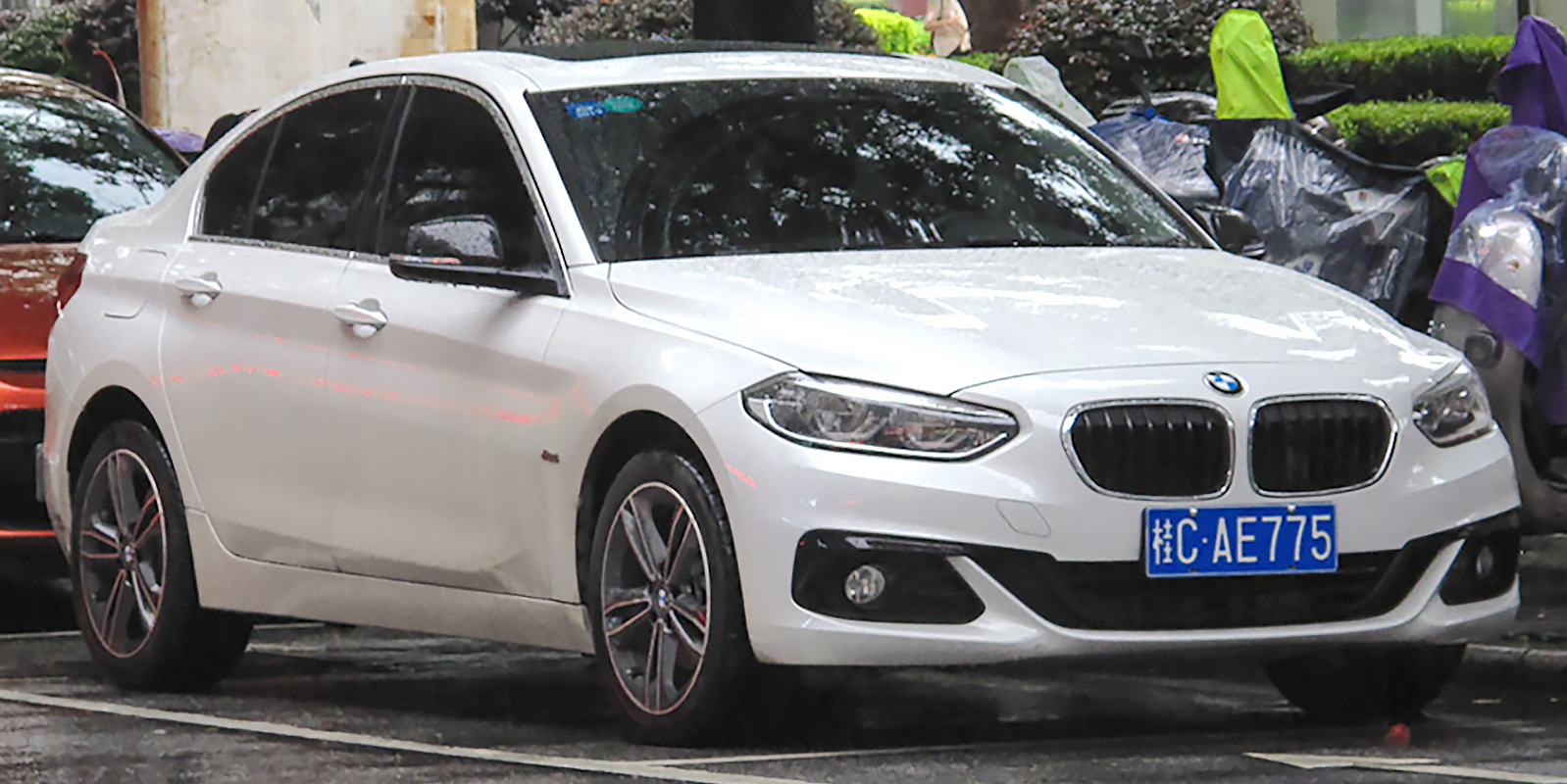
Dettaglio del frontale

La vettura, che è la prima berlina a trazione anteriore del costruttore tedesco, è una berlina compatta a 3 volumi e 4 porte prodotta in Cina per il mercato locale ed esportata in Messico. A differenza delle altre varianti della BMW Serie 1 che sono prodotte nello stabilimento BMW di Lipsia, la serie 1 Sedan viene costruita appositamente per i mercati cinese e messicano dalla BMW Brilliance, una società nata dalla joint venture tra BMW e Brilliance Auto. Rispetto alle altre berline BMW, essa viene realizzata sul pianale BMW UKL a motore trasversale e trazione anteriore. È stata presentata per la prima volta al salone dell'auto di Guangzhou nel 2016, con le vendite che sono iniziate in Cina nel febbraio 2017. Grazie al suo successo nel mercato cinese, la BMW F52 nel 2018 fu venduta anche in Messico. La versione sportiva Msport è stata messa in vendita in Messico il 21 ottobre 2019.